# Challenger de Saint-Brieuc 2024
El torneo Open Saint-Brieuc 2024, denominado por razones de patrocinio Open Saint-Brieuc Armor Agglomération fue un torneo de tenis perteneció al ATP Challenger Tour 2024 en la categoría Challenger 75. Se trató de la 19ª edición; el torneo tuvo lugar en la ciudad de Saint-Brieuc (Francia), desde el 14 hasta el 20 de octubre de 2024 sobre pista dura bajo techo.

## Jugadores participantes del cuadro de individuales
| Preclasificado | País                    | Jugador           | Rank1 | Posición en el torneo |
| 1              | Bandera de Francia      | Lucas Pouille     | 125   | FINAL                 |
| 2              | Bandera de Francia      | Grégoire Barrère  | 149   | Semifinales           |
| 3              | Bandera de Francia      | Titouan Droguet   | 166   | Primera ronda         |
| 4              | Bandera de Francia      | Benjamin Bonzi    | 176   | CAMPEÓN               |
| 5              | Bandera de Francia      | Valentin Royer    | 182   | Primera ronda         |
| 6              | Bandera del Reino Unido | Paul Jubb         | 186   | Cuartos de final      |
| 7              | Bandera de Francia      | Matteo Martineau  | 204   | Primera ronda         |
| 8              | Bandera de Francia      | Antoine Escoffier | 210   | Segunda ronda         |

- 1 Se ha tomado en cuenta el ranking del 30 de septiembre de 2024.

### Otros participantes
Los siguientes jugadores recibieron una invitación (wild card), por lo tanto ingresan directamente al cuadro principal (WC):
- Mathias Bourgue
- Sascha Gueymard Wayenburg
- Moïse Kouamé

Los siguientes jugadores ingresan al cuadro principal tras disputar el cuadro clasificatorio (Q):
- Mika Brunold
- Kyle Edmund
- Jakub Paul
- Lucas Poullain
- Max Hans Rehberg
- Jiří Veselý

## Campeones

### Individual Masculino
- Benjamin Bonzi derrotó en la final a  Lucas Pouille por 6–2, 6–3

### Dobles Masculino
- Geoffrey Blancaneaux /  Gabriel Debru derrotaron en la final a  Jakub Paul /  Matěj Vocel por 3–3, descalificados